# Вигерихиди
Вигерихидите или Арденски дом (на френски: Maison d'Ardenne, Wigéricides; на немски: Wigeriche; на английски: Ardennes-Verdun dynasty) са една от най-древните знатни европейски фамилии. Родоначалник на рода e Вигерих († пр. 919), граф в Бидгау (902 и 909) и пфалцграф на Херцогство Лотарингия (от 915/916).
Неговите потомци стават в края на 10 век херцози на Горна и Долна Лотарингия, графове на Арденгау, Вердюн, Ено (Хенегау), Люксембург, Бар, маркграфове на Антверпен. Някои представители на дома били епископи на Вердюн, Мец, архиепископи на Реймс.

## Херцози на Лотарингия
1. Вигерих, † пр. 919, пфалцграф на Лотарингия
  1. Aдалберо, † 962, епископ на Мец
  2. Гозелин, † 942/ 943, граф
    1. Готфрид I Пленник, † сл. 995, граф на Вердюн
      1. Адалберо, † 988, епископ на Вердюн
      2. Фридрих, † 1022, граф на Вердюн
      3. Херман от Вердюн или от Енаме, † 1029, граф на Вердюн
        1. Матилда († сл. 1039), ∞ Регинар V († 1039) от Берген, граф на Хенегау, (Регинариди)

      4. Готфрид II, † 1023, херцог на Долна Лотарингия
      5. Готцело I, † 1044, херцог на Горна Лотарингия
        1. Готфрид III Брадатия, † 1069, 1044/46 херцог на Горна Лотарингия, свален, 1065/69 херцог на Долна Лотарингия ∞ Беатрис, † 1076
          1. Готфрид IV Гърбавия, † 1076, херцог на Долна Лотарингия; ∞ Матилда, † 1115, графиня на Тусция

        2. Готцело II, † 1046
        3. Фридрих, † 1058, Папа Стефан IX

      6. Ирмгард, † 1042; ∞ Ото фон Хамерщайн, граф на Ветерау и в Енгерсгау, † 1036

    2. Адалберо, † 989, архиепископ на Реймс
    3. Фридрих I от Бар, † 978, херцог на Горна Лотарингия
      1. Адалберо, † 1005, епископ на Вердюн, епископ на Мец
      2. Дитрих I от Бар, † 1027 – 1033, херцог на Горна Лотарингия
        1. Фридрих II от Бар, † 1026, херцог на Горна Лотарингия
          1. Фридрих IIIот Бар, † 1033, херцог на Горна Лотарингия
          2. Беатрис, † 1076, ∞ I Бонифаций, маркграф на Тоскана, † 1052; ∞ II Готфрид III Брадатия, херцог на Горна Лотарингия, херцог на Долна Лотарингия, † 1069
          3. София, † 1093, ∞ Лудвиг от Мусон, † 1073/76 (Дом Скарпон)

  3. Регинар, 943/965 доказан, граф
    1. Адалберон Лаонски, † 1031, епископ на Лаон

  4.  ? Зигфрид, † 998, граф на Люксембург

### Графове на Люксембург („Люксембурги“)
1. Зигфрид, † 998, граф на Люксембург
  1. Хайнрих I, † 1026, херцог на херцог на Бавария
  2. Фридрих, † 1019, граф на Мозелгау
    1. Хайнрих II, † 1047, херцог на Бавария
    2. Фридрих II, † 1065, херцог на Долна Лотарингия
    3. Адалберо, † 1072, епископ на Мец
    4. Гизелберт, † 1056/59, граф на Салм
      1. Конрад I, † 1086, граф на Люксембург
        1. Хайнрих III, † сл. 1095, граф на Люксембург
        2. Вилхелм, † 1129/1131, граф на Люксембург
          1. Конрад II, † 1136, граф на Люксембург

        3. Ермезинда, † 1141, наследничка на Графство Люксембург ∞ Готфрид I, граф на Намюр, † 1139 (Дом Намюр)

      2. Херман, X 1088, граф на Салм, 1081 немски гегенкрал – Потомци: Дом Салм

    5. Дитрих, 1012/57 доказан
      1. Хайнрих II от Лаах, † 1095, пфалцграф на Лотарингия ∞ Аделхайд фон Ваймар-Орламюнде, † 1100, наследничка на Орламюде
      2. Попо, епископ на Мец

    6. Огива Люксембургска, † 1036 ∞ Балдуин IV, граф на Фландрия, † 1035

  3. Дитрих, † 1047, епископ на Мец
  4. Света Кунигунда, † 1033 ∞ Хайнрих II Светия, † 1024, херцог на Бавария, 1002 немски крал, 1014 император
  5. Адалберо, † 12. ноември 1036 в Трир, архиепископ на Трир (1008–1036)
  6. Луитгард се омъжва 980 за граф Арнулф от Холандия (Герулфинги)
  7. Ева се омъжва 1000 за граф Герхард от Елзас (Матфриди)